# Henry "Junjo" Lawes
Henry "Junjo" Lawes (Kingston, Jamaica, 1960 - Londres, Reino Unido, 13 de junio de 1999) fue un productor musical muy influyente [cita requerida], que trabajó con numerosos artistas de reggae, dancehall y músicos dub, tan conocidos como Linval Thompson, Scientist, Barrington Levy, Don Carlos, Frankie Paul, Sister Nancy y de un modo más reseñable con Yellowman, todos ellos para su sello musical llamado Volcano, que generó el muy popular estilo musical sound system.

## Biografía
En sus últimos tiempos trabajó con Beenie Man y  Ninjaman.
El 13 de junio de 1999, fue asesinado de un disparo en un tiroteo de coches, mientras se encontraba en Harlesden, en el noroeste de Londres. El caso continúa sin resolver por la justicia.